# Clause privative
En droit administratif canadien, une clause privative est une disposition d'inattaquabilité au sein d'une loi énonçant la compétence d'un tribunal administratif ou d'un arbitre. Au moyen d'une telle clause, le législateur agit pour limiter en partie ou en totalité la possibilité de contrôle judiciaire d'une décision d'un tribunal administratif devant la Cour supérieure.
À titre d'exemple de clause privative, l'article 18 al.1  de la Loi sur Tribunal administratif du logement dispose que : « Aucun pourvoi en contrôle judiciaire prévu au Code de procédure civile (chapitre C-25.01) ne peut être exercé ni aucune injonction accordée contre la Régie ou les régisseurs agissant en leur qualité officielle. »

## Jurisprudence de la Cour suprême
Autrefois, en vertu de l'arrêt Dunsmuir c. Nouveau-Brunswick, l'existence d’une clause privative dans une loi administrative était un indice clair que la norme de contrôle est la norme de la décision raisonnable, mais cette règle a été mise de côté dans l'arrêt Canada (Ministre de la Citoyenneté et de l’Immigration) c. Vavilov. L'arrêt Vavilov affirme qu'il faut examiner si le législateur prévoit un droit d'appel ou s'il prévoit une norme de contrôle précise dans la loi; sinon, il crée une présomption de common law que la norme de contrôle est la norme de la décision raisonnable.

## Renforcement des clauses privatives

### Clause de renfort
Un législateur qui souhaite augmenter le degré d'inattaquabilité d'une clause privative peut la rattacher à une clause de renfort.
Un exemple de clause de renfort est à l'alinéa 2 de l'art. 18 de la Loi sur Tribunal administratif du logement : « Un juge de la Cour d’appel peut, sur demande, annuler sommairement une décision, une ordonnance ou une injonction rendue ou prononcée à l’encontre du présent article. »

### Disposition de dérogation
Il peut aussi la rattacher à une disposition de dérogation de la Charte canadienne des droits et libertés  et d'une loi quasi-constitutionnelle provinciale.